# ماثيو وايت (مغني أوبرا)
ماثيو وايت هو مغني أوبرا كندي، ولد في 1973 في أوتاوا في كندا.

## وصلات خارجية
- ماثيو وايت على موقع ميوزك برينز (الإنجليزية)